# Bahía Honda (Filipinas)
Bahía Honda es una bahía en la costa oriental de la isla de Palawan cerca de la ciudad de Puerto Princesa en el suroeste de las Filipinas.
La bahía se utiliza tanto para la subsistencia como la pesca comercial y la recreación. Los barcos se pueden alquilar por el día y se utilizan para los viajes a las islas cercanas, a mucho menos de 45 minutos de la costa en barco. La bahía de Honda es ideal para bucear. Algunas Estrellas de mar se encuentran comúnmente cerca de islas como la isla de las estrellas del mar. Puerto Princesa es la ciudad portuaria más cercana, y es accesible por avión.